# Formatie van Beegden
De Formatie van Beegden of Beegden Formatie (sic; afkorting BE) is een jonge geologische formatie in het zuidoosten van Nederland. De formatie bestaat uit alle afzettingen van de rivier de Maas op Nederlandse bodem en in de Nederlandse ondergrond, vanaf het Plioceen (5 miljoen jaar geleden) tot het heden. De formatie is genoemd naar Beegden in Midden-Limburg.

## Beschrijving
De formatie bestaat uit een serie over elkaar liggende rivierterrassen en kan tot 40 meter dik zijn. Elk terras wordt als een eigen laagpakket beschouwd. De Formatie van Beegden wordt in totaal in veertien zulke laagpakketten ingedeeld. De afzettingen bestaan uit zand en Maasgrind, waarbij de korrelgrootte meestal opwaarts fijner wordt. Dit opwaarts fijner worden gebeurt in cycli, waarbij de top van elke cyclus erosief verwijderd is. Soms komt er aan de top van de rivierterrassen een laag zandig leem voor, die veen kan bevatten (Laag van Wijchen). In het oosten van Noord-Brabant ligt er aan de top van de formatie een kleilaag, die de Laag van Rosmalen genoemd wordt.
De Formatie van Beegden bevat alle sedimenten die door de Maas zijn afgezet. Ten noorden van Gennep, waar de Niers in de Maas vloeit, worden sedimenten van de Maas tot de Formatie van Echteld gerekend. Dit omdat de Rijn in het Saalien-glaciaal via het Niersdal stroomde, en er ten noorden hiervan ook materiaal aanwezig is dat door de Rijn werd aangevoerd. De Formatie van Beegden komt in de Roerdalslenk naar het westen toe tot Veghel voor, omdat de Maas zijn loop in het verleden vaak verlegd heeft.

## Oostmaas en Westmaas
Aan het einde van het Tertiair, rond de overgang Plioceen - Pleistoceen, vond de opheffing van de Ardennen en het Rijn-Leisteenplateau plaats. Deze opheffing had grote invloed op het Zuid-Limburgse gebied. Het gebied ten zuiden van de Feldbissbreuk (de breuk die loopt langs de lijn Sittard-Kerkrade) werd mee opgeheven, terwijl het gebied ten noorden van deze breuk, de zogenaamde Roerdalslenk, daalde. Door de opheffing van het Ardennen-Rijnlands Leisteenplateau werden de uit het zuiden komende rivieren gedwongen zich in te snijden in het langzaam rijzende gebied. Dit ging gepaard met sterke erosie in de Ardennen en het zuidelijke gelegen Vogezengebied. Grof gebergtepuin wordt naar Zuid-Limburg getransporteerd en herkent men nu voor het eerst een uit het zuiden komende rivier die de Maas te noemen is, de Oostmaas. Het oudste morfologisch herkenbare dal van de Maas strekt zich uit van Luik over Eijsden, Noorbeek, Gulpen, Simpelveld, Kerkrade naar Jülich, waar de Maas uitmondde in de Rijn. Dit is het dal van de Oostmaas. In het noorden wordt dit dal begrensd door een hoge rug die loopt van Hallembaye naar de hoogte van Banholt en de zuidrand van het Eiland van Ubachsberg bij de Huls. Door de latere doorbraak van de Maas naar het westen zijn grote delen van de noordelijke dalwand verdwenen en zijn alleen de voornoemde punten voor erosie gespaard gebleven. Dit dal is dan verder te volgen langs de oostrand van het Eiland van Ubachsberg naar Waubach. Ten noorden van de Feldbiss, in het dalingsgebied, vervaagt de noordelijke dalwand. De zuidelijke dalwand wordt gevormd door de zogenoemde gebergterand, een steilrand die de zuidelijke begrenzing vormt van het sedimentatiegebied van de Maas. Deze gebergterand, die tevens de noordrand van de schiervlakte vormt, loopt langs Hoogcruts, Epen, Vijlen en via Orsbach over Duits gebied in de richting van Vetschau ten noorden van Laurensberg.
De opheffing van het gebied ging tevens gepaard met een lichte kanteling naar het noordwesten, waardoor het dal van de Oostmaas steeds hoger kwam te liggen. Na verloop van tijd werd de Maas dan ook gedwongen dit dal te verlaten. De Maas breekt dan door de noordelijke dalwand ten westen van Gulpen om zich een weg te banen naar het noorden langs de westelijke flank van het Eiland van Ubachsberg. De naar het westen verlegde Maas is de Westmaas.

## Relatie met andere formaties
De Formatie van Beegden wordt gerekend tot de Boven-Noordzee Groep. In de Roerdalslenk ligt ze boven op de Formatie van Sterksel (rivierafzettingen van de Rijn uit het Vroeg- en Midden-Pleistoceen); in het noorden en zuiden van Limburg kan ze op verschillende oudere formaties liggen. Oudere delen van de formatie kunnen vertand met de Formatie van Urk voorkomen.
Hoewel de Formatie van Beegden in het grootste deel van haar verspreidingsgebied dagzoomt, kunnen jongere delen van de Formatie van Kreftenheye (afzettingen van de Rijn uit het Laat-Pleistoceen) of de Formatie van Boxtel (eolisch dekzand uit het Weichselien) lokaal over de formatie heen liggen.

## Stratigrafie
De Formatie van Beegden bestaat uit verschillende laagpakketten, waaronder:
- Laagpakket van Kosberg (Oostmaas)
- Laagpakket van Crapoel (Oostmaas)
- Laagpakket van Noorbeek (Oostmaas)
- Laagpakket van Simpelveld (Oostmaas/Westmaas)
- Laagpakket van Margraten (Westmaas)
- Laagpakket van Sibbe (Westmaas)
- Laagpakket van Valkenburg (Westmaas)
- Laagpakket van St. Geertruid (Westmaas)
- Laagpakket van St. Pietersberg (Westmaas)
- Laagpakket van 's-Gravenvoeren (Westmaas)
- Laagpakket van Rothem (Westmaas)
- Laagpakket van Caberg (Westmaas)
- Laagpakket van Gronsveld (Westmaas)
- Laagpakket van Oost-Maarland (Westmaas)